# Movimiento Vaps
La Unión de Combatientes de la Guerra de Independencia de Estonia (en estonio, Eesti Vabadussõjalaste Keskliit), más conocido como Movimiento Vaps (en estonio, Vabadussõjalased), fue una organización nacionalista paralimitar de Estonia, de carácter profascista, que existió durante el periodo de entreguerras.
Fue fundada en 1929 por veteranos de la guerra de independencia de Estonia y sus líderes fueron el excombatiente Artur Sirk y el general Andres Larka. Durante su existencia apoyó la conversión de Estonia en un estado autoritario y en 1933 promovió un referéndum para dar más poder al presidente, suprimiendo así el control del legislativo. La organización fue declarada ilegal en 1934 y disuelta un año después.

## Historia
En un contexto marcado por la inestabilidad política y la crisis económica, el abogado Artur Sirk (1900-1937), excombatiente de la guerra de independencia de Estonia y oficial del ejército estonio hasta 1926, fundó en 1929 la "Unión Estonia de Combatientes por la Libertad" (Eesti Vabadussõjalaste Keskliit), un grupo nacionalista de veteranos de guerra. Al año siguiente se sumó el general Andres Larka (1879-1943). En 1931 empezó a editar el diario Võitlus ("Lucha") para difundir sus ideas y en 1932 permitió la adhesión de civiles, lo que aumentó su popularidad.
La organización se convirtió en un movimiento político nacionalista y antiparlamentario, con base social entre las clases populares, cuyo objetivo era convertir a Estonia en un estado autoritario a través de la democracia directa. Presentaba similitudes con fuerzas fascistas, tales como el encuadramiento paramilitar, el saludo romano y un uniforme con camisa negra. No obstante, rechazaba la persecución de los judíos y no pretendía una expansión territorial.
Cada vez con más fuerza, logró que el ganador de las elecciones legislativas de 1932, el conservador Konstantin Päts, organizase en octubre de 1933 un referéndum para reformar la constitución y dar más poderes al presidente, reduciendo al parlamento (Riigikogu) a simple órgano consultivo. La medida fue aprobada con 72,7% de votos a favor. Aunque Andres Larka quiso presentarse a las presidenciales de 1934, que el Vaps esperaba ganar, el Gobierno aprobó el 27 de febrero una ley que prohibía la participación política a los militares, dejándoles sin opciones. La organización se radicalizó al punto de amenazar con tomar el poder por la fuerza, pero Päts dio un autogolpe el 12 de marzo al declarar el estado de emergencia y declarar ilegales todas las fuerzas políticas. De este modo se estableció un régimen autoritario conocido como "Época del silencio" (Vaikiv ajastu) que duró hasta 1940. Artur Sirk huyó del país y mantuvo el continuó su dirección desde Finlandia, donde estaba exiliado. 
El Gobierno disolvió la organización en diciembre de 1935, al descubrirse que planeaba un golpe de Estado con ayuda de potencias del Eje. Casi todos sus miembros fueron arrestados y condenados a 20 años de prisión, aunque a finales de 1937 se les concedió la amnistía. Sirk huyó a Luxemburgo, donde falleció en agosto de 1937, mientras que Andres Larka vivió en el interior hasta su detención en 1940 por parte de las tropas soviéticas, que lo deportaron a Siberia.